# Мандурія
Мандурія (італ. Manduria, сиц. Manduria) — муніципалітет в Італії, у регіоні Апулія,  провінція Таранто.
Мандурія розташована на відстані близько 470 км на схід від Рима, 105 км на південний схід від Барі, 35 км на схід від Таранто.
Населення — 31 526 осіб (2014).

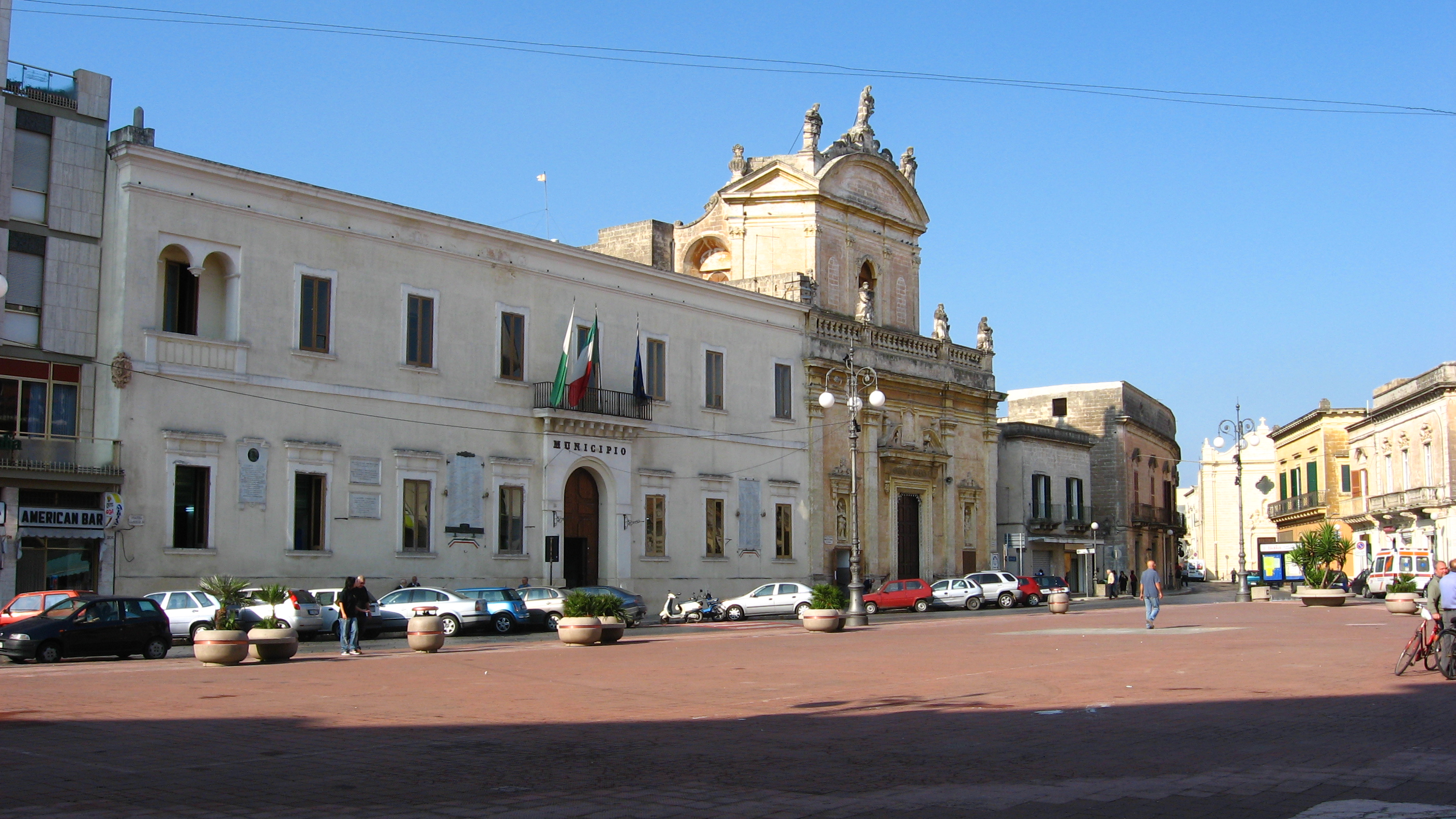

Щорічний фестиваль відбувається 12 березня. Покровитель — San Gregorio Magno.

## Демографія
Населення за роками:

Станом на 1 січня 2023 року в муніципалітеті офіційно проживали 964 іноземці з 65 країн, серед них 366 громадян країн Євросоюзу та 21 громадянин України.

## Сусідні муніципалітети
- Аветрана
- Маруджо
- Ерк'є
- Франкавілла-Фонтана
- Орія
- Порто-Чезарео
- Сава